# Klaus Krückemeyer
Klaus Krückemeyer (* in Siegen) ist ein deutscher Schauspieler, Hörspielsprecher, Moderator und Entertainer.

## Leben
Schon während der Schulzeit am Gymnasium Am Löhrtor in Siegen war er stark kulturell in der Theater-AG (Die Welle), der Musical-AG (Jesus Christ Superstar), im Schulchor und in der Schülerzeitung engagiert und involviert. Er ist der Schule verbunden und organisiert seit 2006 dort jährlich ehrenamtlich prominente Vorlesende für den Bundesweiten Vorlesetag der Stiftung Lesen. Nach Graduation in den USA, Abitur in Siegen, Dienst bei der Big Band der Bundeswehr arbeitete er bei verschiedenen Lokalradios (Radio Aachen, Radio Siegen, Antenne Münster) sowie 1LIVE (WDR). Nach dem Studium stieß er zum Hessischen Staatstheater Wiesbaden, wo er von 2003 bis 2023 regelmäßig als Schauspieler, Sänger und Moderator in diversen Produktionen auf der Bühne stand. Gastspiele führten ihn ans Staatstheater Darmstadt, Staatstheater Kassel, die Städtische Bühne Lahnstein und die Komödie am Altstadtmarkt Braunschweig. 2013 gründete er das Theaterensemble RadioLiveTheater, mit dem er seitdem eigene Livehörspiele als privates Tourneetheater in verschiedene Theater (z. B. unterhaus – Mainzer Forum-Theater, Konzerthaus Ravensburg, Apollo-Theater, Volkstheater Frankfurt, Comoedienhaus Wilhelmsbad, Neues Theater Höchst, Historisches Museum Frankfurt), Freilichtbühnen (z. B. Schloss Wolfenbüttel, Festspiele Heppenheim, Burg Sonnenberg) oder Festivals (z. B. Gießen, Braunschweig, Fulda) bringt. Parallel fing er beim Hessischen Rundfunk in Frankfurt an, wo er seit 2004 als Moderator, Reporter und Redakteur vor allem für die Hörfunkwellen YOU FM, hr3, hr2-kultur, aber auch für hr-fernsehen, Online- und Live-Veranstaltungen (z. B. ARD HörSpielBox auf der Frankfurter Buchmesse, Europa Open Air, 75 Jahre hr, hr2-Hörgala) Literaturhaus Wiesbaden und Konzerte (hr-Bigband, hr-Sinfonieorchester) aktiv ist. Seit der Gründung von Funk (Contentnetzwerk von ARD & ZDF) 2016 kümmerte er sich um die Formate Tatort – Die Show, Bubbles, Your Money und war für World Wide Wohnzimmer verantwortlich, welches 2020 beim deutschen Comedypreis in der Kategorie „Beste Comedyshow“ ausgezeichnet wurde. Darüber hinaus ist er als Moderator von Veranstaltungen (z. B. Spielzeiteröffnung Bayerische Staatsoper 2021, Lucas Filmfestival, TiC’s MiC’s Staatstheater Mainz) und Sprecher in Computerspielen, (Destroy All Humans, Borderlands 3, World of Warcraft – Battle for Azeroth, Resident Evil 2 Remake, Call of Duty Black Ops, Final Fantasy 15, Ratchet & Clank – Rift Apart).

## Theater, Musiktheater (Auswahl)
Schauspieler
- 1995: Mame (Musical) von Jerome Lawrence, Robert Edwin Lee, Jerry Herman, Northwoods Players Ltd., Regie: Gloria Mae Helixon, - Patrick Dennis
- 1997: The Rocky Horror Show (Musical) von Richard O’Brien, One Productions, Regie: Milan Pešl - Frank-n-Furter
- 2003: Fame (Musical) von Jose Fernandez, Steve Margoshes, Jacques Levy. David De Silva, Hessisches Staatstheater Wiesbaden, Regie: Iris Limbarth – Joe Vegas[24]
- 2003: Snoopy! The Musical von Larry Grossman, Hal Hackady, Amelia Earhart Playhouse, Regie: Charles Fontana - Snoopy
- 2004: The Beautiful Game (Musical) von Andrew Lloyd Webber, Ben Elton, Staatstheater Wiesbaden, Regie: Iris Limbarth - Derek Del Copeland[25]
- 2005: Footloose (Musical) von Tom Snow, Dean Pitchford, Walter Bobbie. Staatstheater Wiesbaden, Regie: Iris Limbarth, Deutschlandpremiere - Roger Dunbar u. a.[26]
- 2005: Du bist in Ordnung, Charlie Brown (Musical) von Clark Gesner, Andrew Lippa Staatstheater Wiesbaden, Regie: Iris Limbarth - Snoopy[27]
- 2005: La Cage aux Folles (Musical) von Jerry Herman, Harvey Fierstein, Staatstheater Wiesbaden, Regie: Iris Gerath-Prein, Iris Limbarth – Odette & Jacob[28]
- 2005: Copacabana (Musical) von Barry Manilow, Bruce Sussman, Jack Feldman, Staatstheater Wiesbaden, Regie: Iris Limbarth, Deutschsprachige Erstaufführung - Rico Castelli[29]
- 2006: Im weißen Rößl von Ralph Benatzky, Staatstheater Wiesbaden Regie: Ansgar Weigner - Piccolo[30]
- 2007: Der Vetter aus Dingsda von Eduard Künneke, Staatstheater Wiesbaden, Regie: Ansgar Weigner - Egon von Wildenhagen
- 2008: My Fair Lady von Frederick Loewe, Alan J. Lerner, Staatstheater Wiesbaden, Regie: Iris Gerath-Prein - Zoltan Karpathy
- 2008: Schwarz-Rot-Petticoat! von Wolfgang Vater, Klaus Krückemeyer, Staatstheater Wiesbaden, Regie: Wolfgang Vater, Klaus Krückemeyer - Moderator/Sänger
- 2009: Kiss Me, Kate (Musical) von Cole Porter, Samuel & Bella Spewack, Staatstheater Wiesbaden, Regie: Iris Gerath-Prein - 2. Gangster
- 2010: Sweet Charity (Musical) von Neil Simon, Cy Coleman, Dorothy Fields, Staatstheater Wiesbaden, Regie: Iris Limbarth - Charly, Manfred u. a.
- 2011: Der Vogelhändler von Carl Zeller, Staatstheater Wiesbaden, Regie: Ansgar Weigner - Prof. Würmchen
- 2012: Unsinkbar - Titanic, Hoer-Spieler/Staatstheater Wiesbaden, Regie: Caroline Stolz - Cal Hockley u. a.
- 2012: Die lustige Witwe von Franz Lehár, Staatstheater Wiesbaden, Regie: Iris Gerath - Raoul de St. Brioche
- 2013: Gut gegen Nordwind von Daniel Glattauer, RadioLiveTheater/Literaturhaus Wiesbaden, Regie: Klaus Krückemeyer - Leo Leike
- 2013: Sherlock und der Hund von Dartmoor nach Sir Arthur Conan Doyle, RadioLiveTheater/Hessischer Rundfunk, Regie: Wolfgang Vater, Klaus Krückemeyer - Sherlock Holmes
- 2014: Der Priestermacher von Bill C. Davis, RadioLiveTheater, Regie: Ansgar Weigner - Mark Dober
- 2015: Hamlet! frei nach William Shakespeare, Hoer-Spieler/Walhalla-Theater Wiesbaden, Regie: Caroline Stolz - Hamlet u. a.
- 2015: Der Hexer kehrt zurück nach Edgar Wallace, RadioLiveTheater/Staatstheater Wiesbaden, Regie: Wolfgang Vater, Klaus Krückemeyer - Derrick Yale
- 2016: Gaslicht von Patrick Hamilton, RadioLiveTheater/Staatstheater Wiesbaden, Regie: Chris Pichler, Klaus Krückemeyer - Jack Manningham & Mr Rough
- 2016: Hallo, Dolly! (Musical) von Jerry Herman, Michael Stewart, Städtische Bühne Lahnstein, Regie: Friedhelm Hahn - Horace Vandergelder
- 2016: Die Fledermaus von Johann Strauss, Staatstheater Wiesbaden, Regie: Gabriele Rech - Frosch
- 2017: Sanni und Tanni und das Karpatenkalb von Klaus Krückemeyer, RadioLiveTheater/Staatstheater Wiesbaden, Regie: Klaus Krückemeyer - Schwester Maria Hildegard u. a.
- 2017: Don Camillo und Peppone nach Giovannino Guareschi, Städtische Bühne Lahnstein, Regie: Friedhelm Hahn - Don Camillo
- 2017: Der Kleingarten-König von Jan Exler, Komödie am Altstadtmarkt Braunschweig, Regie: Andreas Werth - Uraufführung - Horst Krüger & Konstantin von Immig
- 2018: Der Name der Rose von Umberto Eco, Städtische Bühne Lahnstein/Lahnsteiner Burgspiele, Regie: Friedhelm Hahn - Jorge von Burgos & Bernard Gui
- 2018: Der Glöckner von Notre Dame nach Victor Hugo, Theater Rayo/Staatstheater Wiesbaden, Regie: Ulrich Zaum - Pierre Gringoire
- 2018: My Fair Lady (Musical) von Frederick Loewe, Alan J. Lerner, Staatstheater Wiesbaden, Regie: Beka Savic - Zoltan Karpathy
- 2019: Old Shatterhand unter Kojoten frei nach Motiven von Karl May, RadioLiveTheater/Staatstheater Wiesbaden, Regie: Wolfgang Vater, Klaus Krückemeyer - Sam Hawkens
- 2019: Nicci & Vicci und das Karpatenkalb von Klaus Krückemeyer, RadioLiveTheater/Hörmich Pavillon Hannover, Regie: Klaus Krückemeyer – Father Festerton u. a.
- 2019: Peter Pan und Wendy nach J. M. Barrie, Theater Rayo, Regie: Ulrich Zaum - Peter Pan & Käpt’n Hook
- 2019: Gräfin Mariza von Emmerich Kálmán, Staatstheater Wiesbaden, Regie: Thomas Enzinger – Penizek
- 2021: Ein Fall für Paul Temple von Francis Durbridge, RadioLiveTheater/Frankfurter Hof (Mainz), Regie: Klaus Krückemeyer – Paul Temple
- 2024: Don Camillo und seine Herde nach Giovannino Guareschi, Burgspiele Braubach, Regie: Friedhelm Hahn - Don Camillo

## Film, Fernsehen, Online (Auswahl)
Schauspieler
- 2006: Toggo Total (TV-Shows), Super RTL – Moderator
- 2014–2017: Tatort – Die Show (Online- und TV-Show), funk/Hessischer Rundfunk/One, Regie: Diverse - Kleindarsteller
- 2015–2016: Bombis Nachtwache (TV-Show), Hessischer Rundfunk, Regie: Diverse - Kleindarsteller
- 2018: Die Show der 80er (TV-Show), Hessischer Rundfunk, Regie: Helmut Zanoskar - Kleindarsteller
- seit 2018: aRthaus-Talk (Online- und TV-Show), Weilburg-TV/Rhein-Main TV, Regie: Ralph Gorenflo - Moderator
- 2020: Frida und die Fabelwesen (Puppenfilm) Theater Rayo, Regie: Ulrich Zaum - Dede, der Kobold
- 2022: Kennt jeder! (Online- und TV-Show), Endgame Entertainment/SWR, Regie: Patrick Etter - Professor Winkelmann
- 2022: MUTTER (Spielfilm), Filmwelt/WDR, Regie: Carolin Schmitz - Kleindarsteller
- 2022: World Wide Wohnzimmer (Online- und TV-Show), Hessischer Rundfunk/ARD Mediathek, Regie: Claude von Reibnitz - Kleindarsteller
- 2024: Raub ihren Atem (Steal her breath) (Spielfilm), HNYWOOD/Camino Film, Regie: Andreas Kröneck – Empfangschef Charlie Ruckriegel
- 2024: Swinging Christmas for Kids (Musik-Show), Hessischer Rundfunk, Regie: Nikolas Pieper - Moderator

## Hörspiel, Hörbuch & Feature (Auswahl)
Sprecher
- 1994–2010: Das Leiden vom Schlossberg, Radio Siegen, Regie: Jan Krückemeyer – Finanzminister u. a.
- 2002–2007: Werbestudio Weber, Radio Siegen, Regie: Daniel Schäfer - Werner Weber
- 2002: Das Greifensteiner Glockenspiel, Abakus Musik, Regie: Hanno Herzler - Wächter
- 2003: Pizza für die Bankräuber (Andy Latte), ERF Verlag, Regie: Hanno Herzler - Polizeichef
- 2003: Daniel als Prophet (Abenteuer zwischen Himmel und Erde), Gerth Medien, Regie: Hanno Herzler – Zecher
- 2004: Fremdkörper (Kurzfilm), Kawom! GbR/United International Pictures, Regie: Wolfgang Morell - Leuko
- 2004: Elisa (Abenteuer zwischen Himmel und Erde), Gerth Medien, Regie: Hanno Herzler - Gabriel
- 2005: Tad Williams Otherland, Hessischer Rundfunk/Der Hörverlag, Regie: Walter Adler - Martinus Benchlow
- 2006: Willkommen im Nirgendwo, ERF-Verlag, Regie: Sonni Maier - Nehemia
- 2007: Und dann kam Neele…, Hessischer Rundfunk, Regie: Marion Nawrath - Andreas
- 2010: Die Ferienbande und der kolossale Terror, Hufsound/WortArt, Regie: Kai Schwind - Kitty Kloake
- 2011: Pedro (Kurzfilm), Regie: Minh Nguyen - Pedro
- 2014: Der Mörder darf kein Finne sein (Hörbuch), Hessischer Rundfunk/ARD-Buchmesse-Krimi
- 2015: Schattenwelt (Die drei ???), Europa/Sony BMG Music Entertainment, Regie: Heikedine Körting - Lederhose
- 2016: Arthur Conan Doyle: RadioLiveTheater: Sherlock und der Hund von Dartmoor (Vorlage: Der Hund der Baskervilles) (Sherlock Holmes) – Bearbeitung und Regie: Klaus Krückemeyer, Wolfgang Vater (Hörspielbearbeitung, Kriminalhörspiel – HR)
- 2018: Und grausig guzt der Golz (Feature), Hessischer Rundfunk, Regie: Angelika Bierbaum
- 2019: Das Martyrium der Mademoiselle Fournier (Märchen und Verbrechen), Hessischer Rundfunk, Regie: Viviane Koppelmann - Wolf-Hagen von Braunburg
- 2019: Mitternachtsparty in Gefahr (Hugos Mitternachtsparty) Die Hörkastanie, Regie: Joachim Ziebe - Bonifatius Quengel
- 2019: Das Rätsel um die verschollene Liebe (Die Spürhasenbande), Eulenberg Verlag, Regie: Karsten Schäfer - Karl der Große
- 2019: Das Geheimnis des magischen Spiegels (Die Spürhasenbande), Eulenberg Verlag, Regie: Karsten Schäfer – Ansager & Bruder Bernd
- 2020: Der zweite Schlaf, Hessischer Rundfunk/Der Hörverlag, Regie: Leonhard Koppelmann - 2. Sheriff u. a.
- 2020: Der Schatz im Silbersee (Karl May), Ohrenkneifer, Regie: Dirk Hardegen - Tante Droll
- 2020: Uno, ein Hund rettet Tiere (Reportage), Cornelsen Verlag - Reporter
- 2020: Die Insel der Aquarianer (Käpt’n Kohlrabi), Die Hörkastanie, Regie: Joachim Ziebe - Knollen-Pete
- 2020: Nicci & Vicci und das Karpatenkalb, Hessischer Rundfunk, Regie: Klaus Krückemeyer - Betty
- 2020: Das Zelt im Moor (Die Göttinger Sieben), Saphir Hörkids/Amüsement, Regie: Sven Schreivogel - Friseur
- 2020: Schwarz-Rot-Petticoat! (Feature), Hessischer Rundfunk, Regie: Klaus Krückemeyer – 2. Erzähler
- 2020: Coronavirus – Ein Buch für Kinder über Covid-19 (Hörbuch), Verlagsgruppe Beltz/KfW Frankfurt
- 2020: Und samstags in die Zinkbadewanne (Hörbuch), Siegerlandmuseum
- 2021: Der Schrecken vom Rio Negro (Junior-Detektei Jammerthal), Regie: Tobias Graf Karl - Guido
- 2021: Andi Meisfeld und der Fühlerballskandal (Andi Meisfeld), Steinbrecher Entertainment, Regie: Tom Steinbrecher - Anton Meierschmidt
- 2021: Schatzsuche im Dschungel (Prinzessin Lillifee), Europa/Sony Music Entertainment, Regie: Mathias Schönsee – 3. Affe
- 2021: Literaturland Hessen/Verleihung Kinder- und Jugendhörbuchpreis an Birte Schnöink (Feature), Hessischer Rundfunk
- 2022: Francis Durbridge: Paul Temple und der Fall Westfield (Paul Temple), HNYWOOD/Pidax, Regie: Antonio Fernandes Lopes – Charlie
- 2022: hr2-Doppelkopf mit Christoph Drewitz (Feature), Hessischer Rundfunk
- 2022: Mordians Rückkehr (Geisterstunde), Saphir Tonart/Amüsement, Regie: Sven Schreivogel - Pater Philippe Lemarc
- 2022: Sherlock Holmes' Geheimnis, RadioLiveTheater, Regie: Klaus Krückemeyer - Sherlock Holmes[31]
- 2022: Drei Herzen für das Böse (Tony Ballard), Dreamland Productions/Maritim (Label), Regie: Thomas Birker - Dan Li
- 2022: Francis Durbridge: Paul Temple und der Fall McRoy (Paul Temple), HNYWOOD/Pidax, Regie: Antonio F. Lopes - Charlie
- 2022: Das Grauen von Blackmoore (DreamLand Grusel), Dreamland Productions / Highscore Music, Regie: Thomas Birker - Joseph Blackmoore
- 2022: hr2-Hörgala 2022 (Feature), Hessischer Rundfunk
- 2022: Francis Durbridge: Paul Temple und der Fall Valentine (Paul Temple), HNYWOOD/Pidax/Radio Bremen, Regie: Antonio F. Lopes - Charlie
- 2022: Literaturland Hessen/Verleihung Kinder- und Jugendhörbuchpreis Jens Wawrczeck (Feature), Hessischer Rundfunk
- 2023: Die Alte im Wald (Märchen & Verbrechen), hr/Südwestrundfunk/rbb/RB, Regie: Viviane Koppelmann - Pfarrer
- 2023: Die Rache des Eremiten (Geisterstunde), Saphir Tonart/Amüsement, Regie: Sven Schreivogel - Christian Krüger
- 2023: Der Atem des Teufels (Midnight Tales), Contendo Media GmbH, Regie: Christoph Piasecki - Mr James
- 2023: hr2-Doppelkopf mit Pia Douwes (Feature), Hessischer Rundfunk / ARD Audiothek
- 2023: Gefangen in der Schattenwelt (Gordon Black), Saphir Tonart/Amüsement, Regie: Sven Schreivogel - Morton Fergusson
- 2023: Land unter auf Langeness (Insel-Krimi), Contendo Media GmbH, Regie: Christoph Piasecki - Arzt
- 2023: Die blaue Hand (Edgar Wallace), Saphir Tonart/Amüsement, Regie: Sven Schreivogel - Digby Groat[32]
- 2023: Bunkerleichen (Küsten-Krimi), Contendo Media GmbH, Regie: Christoph Piasecki - Heiko Scheerer[33]
- 2023: Das mutige Drachenmädchen (Prinzessin Lillifee - Mein zauberhaftes Tierhotel), Europa/Sony Music Entertainment, Regie: Mathias Schönsee - Vogel Flori[34]
- 2023: Angriff aus der Schattenwelt (Gordon Black), Saphir Tonart/Amüsement, Regie: Sven Schreivogel - Morton Fergusson[35]
- 2023: Projekt C.A.T.T. (Die 3 Senioren), Contendo Media GmbH, Regie: Christoph Piasecki - Cornelius Reginald[36]
- 2023: Verführerischer Tod (Geisterstunde), Saphir Tonart/Amüsement, Regie: Sven Schreivogel – Harald Dohrenbach[37]
- 2024: Der Kristallschild (Masters of the Universe), Retrofabrik, Regie: Matthias Brinck - Leech[38]
- 2024: Der Ölprinz (Karl May), Ohrenkneifer, Regie: Dirk Hardegen – Navajo &Tante Droll[39]
- 2024: Das Äffchen im Zauberwald (Prinzessin Lillifee - Mein zauberhaftes Tierhotel), Europa/Sony Music Entertainment, Regie: Mathias Schönsee - Ciko, das Äffchen[40]
- 2024: Im Netz des Bösen (Masters of the Universe), Retrofabrik, Regie: Matthias Brinck - Leech[41]
- 2024: Vergessener Tod (Küsten-Krimi), Contendo Media GmbH, Christoph Piasecki - Kommissar Ott[42]
- 2024: Tödliches Duett auf der Thor-Brücke (Sherlock & Watson – Neues aus der Baker Street), Der Audio Verlag, Regie: Viviane Koppelmann - Billy Ferguson[43]
- 2024: Das Rätsel um die sechs Napoleons (Sherlock & Watson – Neues aus der Baker Street), Der Audio Verlag, Regie: Viviane Koppelmann - Mycrofts Butler[44]
- 2024: LIBIDOdialoge, Österreichische Rundfunk/hr, Regie: Elisabeth Weilenmann - Mann 1[45]
- 2024: Sherlock und der Hund von Dartmoor, RadioLiveTheater, Regie: Klaus Krückemeyer - Sherlock Holmes[46]
- 2024: hr2-Hörgala 2024 (Feature), Hessischer Rundfunk[47]
- 2024: Geier über Gotland (Insel-Krimi), Contendo Media GmbH, Regie: Christoph Piasecki - Sixten Berglund[48]
- 2024: Tischlein deck dich (Märchen & Verbrechen), hr/SWR/Rundfunk Berlin-Brandenburg/RB, Regie: Viviane Koppelmann – Ulf[49]

## Autor, Übersetzer, Bearbeiter (Auswahl)
- 2009: Schwarz-Rot-Petticoat! (Revue & Feature), Staatstheater Wiesbaden mit Co-Autor Wolfgang Vater[50]
- 2014–2017: Tatort - Die Show (Online- und TV-Show), funk/Hessischer Rundfunk/One
- 2015–2016: Bombis Nachtwache (TV-Show), Hessischer Rundfunk
- 2015: Der Hexer kehrt zurück nach Edgar Wallace (Livehörspiel), RadioLiveTheater, mit Co-Autor Wolfgang Vater
- 2019: Das Leiden vom Schlossberg, (Livehörspiel & Hörspiel), Radio Siegen/RadioLiveTheater, mit Co-Autor Jan Krückemeyer, ISBN 978-3-86212-175-5
- 2019: Old Firehand von Karl May, Dirk Hardegen (Livehörspiel), RadioLiveTheater, Bearbeitung und Textbuch für die Bühne
- 2019: Old Shatterhand unter Kojoten, frei nach Motiven von Karl May (Livehörspiel), RadioLiveTheater, mit Co-Autor Wolfgang Vater
- 2019: Pitch ins Jenseits (Livehörspiel) für AS&S Radio GmbH, mit Co-Autor Jan Krückemeyer
- 2020: Nicci & Vicci und das Karpatenkalb, (Livehörspiel & Hörspiel), Hessischer Rundfunk/ARD Audiothek, ISBN 978-3-86212-300-1
- 2021: Ein Fall für Paul Temple von Francis Durbridge, (Livehörspiel), RadioLiveTheater, Bearbeitung und Textbuch
- 2020: Oh Boy von Jan-Ole Gerster, (Theaterstück), Bearbeitung und Textbuch für die Bühne, Deutschsprachige Aufführungsrechte Verlag der Autoren, Frankfurt. Die Uraufführung findet am Freitag, dem 13. März 2026, um 19:30 Uhr im Theater Paderborn, Großes Haus, statt.
- 2022: Sherlock Holmes’ Geheimnis (The Secret of Sherlock Holmes) von Jeremy Paul (Hörspiel & Theaterstück), RadioLiveTheater, Übersetzung, Bearbeitung und Textbuch - Deutschsprachige Aufführungsrechte Theaterverlag Ahn & Simrock, Hamburg, ISBN 978-3-86212-382-7
- 2023: Sherlock und der Hund von Dartmoor nach The Hound of the Baskervilles von Sir Arthur Conan Doyle, (Livehörspiel & Hörspiel) RadioLiveTheater, mit Co-Autor Wolfgang Vater, ISBN 978-3-86212-536-4
- 2024: Wahlparty für Chamäleons, (Theaterstück) mit Co-Autor Jan Krückemeyer Deutschsprachige Aufführungsrechte Plausus Theaterverlag, Bonn
- 2024: Detox Kills (Spielfilmdrehbuch) mit Co-Autoren Madeleine Hartung und Andreas Kröneck
- 2024: Swinging Christmas for Kids (Konzert-Moderation), Hessischer Rundfunk

## Regie (Auswahl)
- 2009: Schwarz-Rot-Petticoat!, (Revue & Feature), Staatstheater Wiesbaden mit Wolfgang Vater
- 2013: Gut gegen Nordwind, (Livehörspiel), RadioLiveTheater/Literaturhaus Wiesbaden
- 2014: Fame (Musical), Stage & Musical School Frankfurt
- 2015: Der Hexer kehrt zurück, nach Edgar Wallace (Livehörspiel), RadioLiveTheater, mit Wolfgang Vater
- 2019: Das Leiden vom Schlossberg, (Livehörspiel & Hörspiel), Radio Siegen/RadioLiveTheater, mit Jan Krückemeyer
- 2019: Old Firehand, von Karl May, Dirk Hardegen (Livehörspiel)
- 2019: Old Shatterhand unter Kojoten, frei nach Motiven von Karl May (Livehörspiel), RadioLiveTheater, mit Wolfgang Vater
- 2019: Pitch ins Jenseits, (Livehörspiel), AS&S Radio GmbH
- 2020: Nicci & Vicci und das Karpatenkalb, (Livehörspiel & Hörspiel), Hessischer Rundfunk/ARD Audiothek[51]
- 2021: Ein Fall für Paul Temple von Francis Durbridge, (Livehörspiel), RadioLiveTheater[52]
- 2022: Sherlock Holmes’ Geheimnis (The Secret of Sherlock Holmes) von Jeremy Paul (Hörspiel & Theaterstück), RadioLiveTheater
- 2023: Sherlock und der Hund von Dartmoor nach The Hound of the Baskervilles von Sir Arthur Conan Doyle, (Livehörspiel & Hörspiel) RadioLiveTheater, mit Wolfgang Vater[53]

## Auszeichnungen
- 1997: Erasmus Sacerius-Plakette für hervorragende Leistungen als Darsteller und Regisseur
- 1995: Speech Gold Award in den USA für seine Interpretation des Harry Edison in Neil Simons The Prisoner Of Second Avenue
- 2020: Deutscher Comedypreis in der Kategorie „Beste Comedyshow“[54] für World Wide Wohnzimmer (Verantwortlicher Redakteur)
- 2021: OhrCast Hörspiel des Jahres 2020, Publikumspreis für das Hörspiel Nicci und Vicci und das Karpatenkalb
- 2024: Der Blaue Karfunkel 2024 der Deutschen Sherlock-Holmes-Gesellschaft in der Kategorie Multimedia für die Hörspiel-Umsetzung von Sherlock Holmes‘ Geheimnis